# Aakirkeby
Aakirkeby på det sydlige Bornholm er øens tredjestørste by med 2.117 indbyggere  (2024). Som den eneste af øens tidligere købstæder ligger Aakirkeby inde i landet, 16 km øst for Rønne, 21 km sydøst for Hasle, 29 km syd for Allinge-Sandvig, 18 km syd for Gudhjem, 22 km sydvest for Svaneke, 14 km vest for Nexø og 16 km nordvest for Snogebæk. Byen ligger i Bornholms Regionskommune, der hører til Region Hovedstaden.

## Kirker
Aakirkeby er den eneste by i Aaker Sogn. Aa Kirke, der er Bornholms ældste fra omkring år 1100, ligger i byen og har givet den navn. Udover kirken er ingen middelalderbygninger bevaret. I byen findes også den katolske Rosenkranskirke fra 1932.

## Faciliteter
Folkeskolen Hans Rømer Skolen, der også har en afdeling i Vestermarie, har i Aaker-afdelingen 413 elever, fordelt på 0.-9. klassetrin. Friskolen Davidskolen, der er oprettet af de 3 missionsforeninger Indre Mission, Luthersk Mission og Evangelisk Luthersk Mission, startede i 1974 med 49 elever og har nu 195.
Landbørnehaven Børnebakken blev i 1994 oprettet i tilknytning til friskolen.
Aakirkeby-Hallerne er et af Bornholms største indendørs sportsanlæg. Det består af to idrætshaller med tilsammen 1.800 m² gulvareal, lokaler til mellem 10 og 800 personer samt store køkkenfaciliteter.
Det gamle rådhus fra 1867 fungerer som medborgerhus.

## Historie

### Middelalderen
Aakirkeby er måske grundlagt midt i det 12. århundrede af ærkebiskop Eskil, efter at han i 1149 havde fået det meste af Bornholm. Sikkert er det, at en af hans efterfølgere, Peder Saxesen, der døde i 1228, har givet byen privilegier, som gentagne gange er bekræftet af de senere ærkebisper. Som sæde for Bornholms kirkelige styrelse var Aakirkeby øens vigtigste by i Middelalderen. Byens købstadsret regnes fra 1346.
Senere blev byen overgået af de opkommende havnebyer, selv om den havde sin egen havn ved Raghammer Odde på sydkysten, lidt øst for Grødby Ås udløb – havnen var i begyndelsen af det 19. århundrede helt tilsandet. Byen tabte mere og mere i betydning; kun kirken og et hospital var tilbage fra dens fordums storhed. Lübeckerne hærgede den så voldsomt i 1509 og 1510, at ærkebiskop Birger i 1511 måtte eftergive byens afgift af smør og nedsætte afgiften for de næste syv år.

### Renæssancen
I Aakirkeby og Aaker Sogn døde 928 indbyggere af pesten i 1618 og 557 i 1654. I 1658 havde byen 60 borgere.

### Under enevælden
En del af byen med hospitalet og skolen brændte 10. maj 1760. I 1769 havde byen 357 indbyggere. Landstinget blev i 1776 flyttet til Rønne.

### Den tidlige industrialisering
Ved Aakirkeby oprettede politikeren Lucianus Kofod i 1856 en folkehøjskole, som han dog opgav to år efter.
Aakirkebys befolkning var stigende i slutningen af 1800-tallet og senere: 561 i 1850, 587 i 1855, 613 i 1860, 745 i 1870, 832 i 1880, 967 i 1890, 1.176 i 1901, 1.195 i 1906 og 1.350 i 1911.
Efter næringsveje fordeltes folkemængden 1890 i følgende grupper, omfattende både forsørgere og forsørgede: 52 levede af immateriel virksomhed, 348 af håndværk og industri, 127 af handel og omsætning, 237 af jordbrug, 9 af gartneri, mens 100 fordeltes på andre erhverv, 28 nød almisse og 66 levede af deres midler. I 1906 ernærede 50 sig ved immateriel virksomhed, 293 ved landbrug, skovbrug og mejeridrift, ingen ved fiskeri, 489 ved håndværk og industri, 173 ved handel med mere, 40 ved samfærdsel, 106 var aftægtsfolk, 32 levede af offentlig understøttelse og 12 af anden eller uangiven virksomhed.
Af fabrikker og industrielle anlæg havde byen omkring år 1900 et dampbrænderi og bryggeri (aktieselskab), et fællesmejeri og 3 møller.

### Mellemkrigstiden
Gennem mellemkrigstiden var Aakirkebys indbyggertal svagt stigende: i 1916 havde byen 1.443 indbyggere, i 1921 1.496 indbyggere, i 1925 1.540 indbyggere, i 1930 1.503 indbyggere, i 1935 1.560 indbyggere og i 1940 1.567 indbyggere. I Aaker Sogn udviklede sig forstaden Kannikegaard.
| År                      | 1916  | 1921  | 1925  | 1930  | 1935  | 1940  |
| ----------------------- | ----- | ----- | ----- | ----- | ----- | ----- |
| Aakirkeby købstad       | 1.443 | 1.496 | 1.550 | 1.503 | 1.560 | 1.567 |
| Kannikegaard            | -     | -     | 203   | 225   | 249   | 256   |
| Aakirkeby med forstæder | 1.443 | 1.496 | 1.743 | 1.728 | 1.809 | 1.823 |

Ved folketællingen i 1930 havde Aakirkeby 1.503 indbyggere, hvoraf 95 ernærede sig ved immateriel virksomhed, 438 ved håndværk og industri, 207 ved handel mm, 58 ved samfærdsel, 288 ved landbrug, skovbrug og fiskeri, 132 ved husgerning, 254 var ude af erhverv og 31 havde ikke oplyst indkomstkilde.
| Næringsveje             | Landbrug m.v. | Håndværk, industri | Handel og omsætning | Transport | Immateriel virksomhed | Hus- gerning | Ude af erhverv | Uangivet | I alt |
| ----------------------- | ------------- | ------------------ | ------------------- | --------- | --------------------- | ------------ | -------------- | -------- | ----- |
| Aakirkeby købstad       | 288           | 438                | 207                 | 58        | 95                    | 132          | 254            | 31       | 1.503 |
| Kannikegaard            | 7             | 95                 | 13                  | 24        | 8                     | 22           | 53             | 3        | 225   |
| Aakirkeby med forstæder | 295           | 533                | 220                 | 82        | 103                   | 154          | 307            | 34       | 1.728 |

### Efterkrigstiden
Efter 2. verdenskrig fortsatte Aakirkeby sin stagnerende befolkningsudvikling. I 1945 boede der 1.625 indbyggere i købstaden, i 1950 1.607 indbyggere, i 1955 1.540 indbyggere, i 1960 1.461 indbyggere og i 1965 1.502 indbyggere. Samtidig udviklede forstaden sig.
| År                      | 1945  | 1950  | 1955  | 1960  | 1965  |
| ----------------------- | ----- | ----- | ----- | ----- | ----- |
| Aakirkeby købstad       | 1.625 | 1.607 | 1.540 | 1.461 | 1.502 |
| Kannikegaard            | 242   | 258   | 260   | 359   | 369   |
| Aakirkeby med forstæder | 1.867 | 1.865 | 1.800 | 1.820 | 1.871 |

### Jernbanen
Aakirkeby fik jernbanestation på Rønne-Nexø-banen (1900-68), og byen blev fra 1901 jernbaneknudepunkt, da sidebanen Aakirkeby-Almindingen blev åbnet. I 1916 blev denne sidebane forlænget til Gudhjem. Aakirkeby Station havde 5 gennemgående spor, 3 perroner, rejsestald, 2 vandkraner, remise, kreaturfold og flere private pakhuse. Der blev lagt sidespor til Bornholms Andelshørfabrik, der startede i 1941 og omkring 1960 var byens største virksomhed med ca. 80 ansatte.
I 1937 blev Almindingsvej ført over Rønnebanen og Gudhjembanen på en buebro, der stadig findes vest for stationen. Gudhjembanen blev nedlagt i 1952, Rønne-Nexø-banen i 1968. Aakirkeby Station er bevaret som bolig på Birgersvej 9B, og både vest og øst for byen er der bevaret tilgængelige stykker af banens tracé.

### Aakirkeby Kommune
Aakirkeby var hovedby i Aakirkeby Kommune, der blev dannet ved kommunalreformen i 1970 af Aakirkeby købstad med Aaker Sogn og sognekommunerne Nylarsker, Pedersker og Vestermarie. Aakirkeby Kommune indgik i Bornholms Regionskommune, der blev dannet 1. januar 2003 ved sammenlægning af de 5 bornholmske kommuner og Bornholms Amt.

## Service og infrastruktur
Bornholms Landbrug, der er en sammenslutning af Bornholms Landøkonomiske Forening og Bornholms Husmandsforening, har rådgivningscenter for alle bornholmske landmænd på Kannikegaard, der ligger i Aakirkebys vestlige udkant. TV 2/Bornholm har også hjemsted i det vestlige Aakirkeby.
Ved Tvillinggårde lidt vest for Aakirkeby driver Bornholms energiselskab Østkraft biogasanlægget Biokraft, som omdanner gylle og kyllingemøg fra landbruget samt organisk industriaffald fra bl.a. slagteri- og fiskeproduktion til el og varme.

## Turisme
Byens motto er Blomsterbyen: Mange borgere, forretninger og foreninger har hver sommer i mere end 40 år gennemført den populære blomsterfest – i mange år på Torvet, men nu ved byens idrætsanlæg ikke så langt fra Aakirkeby-Hallerne. Festen er blevet moderniseret, herunder bl.a. med en øl- og tyrolerfest.
På Torvet findes billedhuggeren Paul Ranslets skulptur "1 gase og 3 gæs". Torvet er tirsdag og torsdag fra påske til efterårsferien hjemsted for et af øens kræmmermarkeder. SYTE (Sydbornholms Turist- og Erhvervssammenslutning) står for en række aktiviteter i byen og driver turistbureau i det gamle rådhus. Af andre markante bygninger på Torvet kan nævnes Bagergården, som blev gennemgribende restaureret i 1992.
Omkring Aakirkeby er der flere kunsthåndværkere: vævere, keramikere og malere. Lige syd for byen ligger oplevelsescentret NaturBornholm ved Klintebakken, der er en geologisk interessant brudlinje.
Sydøst for byen finder man Bornholms Automobilmuseum med over 75 køretøjer. Ved sydkysten er der store sommerhusområder ved Boderne og Sømarken med fine sandbadestrande.
5 km nord for Aakirkeby ligger Danmarks tredjestørste skov Almindingen med bl.a. Ekkodalen, Rytterknægten og Rokkestenen samt Bornholms Travbane, hvor også det årlige dyrskue afvikles.

## Tidszone
1.januar 1894 tiltrådte Danmark det internationale tidszonesystem. Da længdegraden 15 grader øst for Greenwich går 5 km øst for Aakirkeby, har byen næsten reel soltid.

## Venskabsbyer
- Ronneby, Sverige

## Galleri
- Bornholms Automobilmuseum
- Bornholms Naturmuseum
- Vandtårnet i Aakirkeby
- Markedsdag
- Rosenkranskirken
- Hospitalet fra 1856